# Ruhl
Ruhl is een Belgisch historisch merk van motorfietsen.
Deze werden in elk geval in 1902 geproduceerd door S.A. des Automobiles Adolphe Ruhl in Dison.
Dit bedrijf maakte al stoom- en weefmachines en vanaf 1900 ook auto's. Van de machines is weinig bekend, maar in 1902 won autocoureur Oscar Savenière onder het pseudoniem "Rasco" een wedstrijd op het velodroom van Verviers met een 4½pk-Ruhl. Ook in Séroule wist hij in dat jaar te winnen. Daarna is van de Ruhl-motorfietsen niets meer gehoord, maar het bedrijf ging nog enkele jaren (tot 1907) door met de productie van automobielen.
Mogelijk waren deze motorfietsen alleen voor wedstrijden gebouwd, als hobby van Adolphe Ruhl.